# Mauro Zani
Secondo (Mauro) Zani (ur. 22 listopada 1949 w Sala Bolognese) – włoski polityk, parlamentarzysta krajowy i eurodeputowany.

## Życiorys
Zdał maturę w klasie o profilu techniczno-przemysłowym. Zaangażował się w działalność polityczną w ramach Włoskiej Partii Komunistycznej. Był sekretarzem Federacji Młodych Komunistów Włoskich w Bolonii (1972–1975). Pełnił funkcję radnego regionu Emilia-Romania (1976–1980), następnie do 1992 radnego prowincjonalnego i gminnego. Był zastępcą prezydenta, a w latach 1985–1987 prezydentem prowincji Bolonia.
Od 1988 zajmował stanowisko sekretarza partii komunistycznej w Bolonii. Po jej rozwiązaniu został członkiem Demokratycznej Partii Lewicy, przez rok kierował jej strukturami regionalnymi. Od 1994 do 1997 był koordynatorem sekretariatu krajowego. W 1998 przystąpił do Demokratów Lewicy.
W 1994, 1996 i 2001 był wybierany w skład Izby Deputowanych XII, XIII i XIV kadencji.
W 2004 uzyskał mandat deputowanego do Parlamentu Europejskiego z ramienia Drzewa Oliwnego. Był członkiem Grupy Socjalistycznej oraz Komisji Rozwoju. W PE zasiadał do 2009. W 2007 przystąpił ze swoim ugrupowaniem do Partii Demokratycznej.